# Varietà (programma televisivo 1999)
Varietà, successivamente intitolato anche SuperVarietà, è stato un programma televisivo italiano di videoframmenti, trasmesso su Rai 1 dal 1999 al 2009.

## Il programma
Il programma, ideato dall'allora capostruttura di Rai 1 Paolo De Andreis, consisteva nella riproposizione di spezzoni d'archivio - nella fattispecie di sketch, gag e/o performance musicali - tratti dagli spettacoli di varietà (da qui l'omonimo titolo) del passato e della storia recente della Rai.
Tra i momenti più riproposti si ricordano quelli delle seguenti trasmissioni: Canzonissima, Studio Uno, Teatro 10, Milleluci, Domenica in, Festival di Sanremo, Fantastico, Carramba! Che sorpresa/Che fortuna, Tutti gli Zeri del mondo, Torno sabato, Uno di noi, Stasera pago io.
È considerabile come il diretto predecessore di Da Da Da (2010-2020) e del successivo Techetechete' (dal 2012).

## Messa in onda
Il programma è destinato principalmente a Rai 1, ma talvolta viene anche proposto dal canale satellitare Rai Med. Inoltre, il media-portale Rai.tv propone alcune puntate del programma.
I titoli col prefisso super vengono utilizzati quando il programma viene trasmesso in fascia serale. Se invece viene trasmesso nel day-time, il suo titolo è semplicemente Varietà. Le puntate sono generalmente politematiche.

## Edizioni

### Varietà
| Edizione | Programmazione | Programmazione    | Puntate | Rete  |
| Edizione | Inizio         | Fine              | Puntate | Rete  |
| -------- | -------------- | ----------------- | ------- | ----- |
| 1        | 6 giugno 1999  | 26 settembre 1999 | 18      | Rai 1 |
|          | 1° giugno 2008 | 21 settembre 2008 | 10      | Rai 1 |
|          | 31 maggio 2009 | 6 settembre 2009  | 8       | Rai 1 |

La prima edizione è andata in onda dal 6 giugno al 26 settembre 1999 tutte le domeniche nella fascia del primo pomeriggio con il titolo Varietà.
Sono andate in onda due puntate di Speciale Varietà il 30 dicembre 1999 e il 1º gennaio 2000.
La seconda edizione è andata in onda dal 4 giugno al 4 ottobre 2000 con il titolo Varietà.
La terza edizione è andata in onda dal 12 dicembre 2000 al 31 dicembre 2001 per un totale di 146 puntate con il titolo Varietà.
La quarta edizione è andata in onda dal 1º gennaio al 20 dicembre 2002 con il titolo Varietà.

### Super Varietà
| Edizione | Programmazione | Programmazione    | Puntate | Rete  |
| Edizione | Inizio         | Fine              | Puntate | Rete  |
| -------- | -------------- | ----------------- | ------- | ----- |
| 1        | 6 giugno 1999  | 26 settembre 1999 | 18      | Rai 1 |
|          | 6 giugno 2006  |                   |         | Rai 1 |
|          | 2007           | 2007              |         | Rai 1 |
|          | 1 giugno 2008  | 21 settembre 2008 | 10      | Rai 1 |
|          | 16 giugno 2009 | 13 settembre 2009 | 8       | Rai 1 |

### Varietà2008
| Puntata | Messa in onda     | Titolo                                   | Tema                                    |
| ------- | ----------------- | ---------------------------------------- | --------------------------------------- |
| 1       | 1 giugno 2008     | Grazie Gianni! - Speciale Gianni Morandi | Puntata dedicata a Gianni Morandi       |
| 2       | 8 giugno 2008     | Speciale Renato Zero                     | Puntata dedicata a Renato Zero          |
| 3       | 15 giugno 2008    | Speciale Giorgio Panariello              | Puntata dedicata a Giorgio Panariello   |
| 4       | 29 giugno 2008    | Speciale Massimo Ranieri                 | Puntata dedicata a Massimo Ranieri      |
| 5       | 13 luglio 2008    | Speciale Fiorello                        | Puntata dedicata a Fiorello             |
| 6       | 27 luglio 2008    | Speciale Domenica in                     | Puntata dedicata a Domenica in          |
| 7       | 10 agosto 2008    | Speciale Raffaella Carrà                 | Puntata dedicata a Raffaella Carrà      |
| 8       | 17 agosto 2008    | Speciale Renzo Arbore                    | Puntata dedicata a Renzo Arbore         |
| 9       | 31 agosto 2008    | Speciale Sanremo                         | Puntata dedicata al Festival di Sanremo |
| 10      | 21 settembre 2008 | Speciale Papaveri e papere               | Puntata dedicata a Papaveri e papere    |

### Varietà2009
| Puntata | Messa in onda    | Titolo                      | Tema                                  |
| ------- | ---------------- | --------------------------- | ------------------------------------- |
| 1       | 31 maggio 2009   | -                           | -                                     |
| 2       | 14 giugno 2009   | -                           | -                                     |
| 3       | 28 giugno 2009   | Speciale Gigi D'Alessio     | Puntata dedicata a Gigi D'Alessio     |
| 4       | 5 luglio 2009    | -                           | -                                     |
| 5       | 19 luglio 2009   | -                           | -                                     |
| 6       | 2 agosto 2009    | Speciale Giorgio Panariello | Puntata dedicata a Giorgio Panariello |
| 7       | 9 agosto 2009    | Speciale Gianni Morandi     | Puntata dedicata a Gianni Morandi     |
| 8       | 6 settembre 2009 | Speciale Renato Zero        | Puntata dedicata a Renato Zero        |

## Edizione estiva
| Edizione | Anno | Puntate | Media ascolti      |
| -------- | ---- | ------- | ------------------ |
| 1°       | 2005 |         |                    |
| 2°       | 2006 |         |                    |
| 3°       | 2007 |         |                    |
| 4°       | 2008 |         |                    |
| 5°       | 2009 |         | 3.959.000 (24,46%) |

### Quinta edizione (2009)
| Puntata | Messa in onda  | Telespettatori | Share  |
| ------- | -------------- | -------------- | ------ |
| 1       | 16 giugno 2009 | 3.719.000      | 17,45% |
| 2       | 17 giugno 2009 | 3.794.000      | 18,14% |
| 3       | 19 giugno 2009 | 3.859.000      | 19,94% |
| 4       | 20 giugno 2009 | 3.847.000      | 20,49% |
| 5       | 22 giugno 2009 | 4.780.000      | 19,65% |
| 6       | 23 giugno 2009 | 4.812.000      | 19,55% |
| 7       | 27 giugno 2009 | 3.728.000      | 21,08% |
| 8       | 29 giugno 2009 | 4.081.000      | 18,52% |
| 9       | 30 giugno 2009 | 4.301.000      | 19,46% |
| 10      | 1º luglio 2009 | 4.145.000      | 18,97% |
| 11      | 2 luglio 2009  | 3.950.000      | 18,75% |
| 12      | 3 luglio 2009  | 3.863.000      | 20,70% |
| 13      | 4 luglio 2009  | 3.534.000      | 21,84% |
| 14      | 5 luglio 2009  | 3.497.000      | 19,92% |
| 15      | 6 luglio 2009  | 4.222.000      | 20,47% |
| 16      | 7 luglio 2009  | 3.853.000      | 18,33% |
| 17      | 8 luglio 2009  | 4.097.000      | 20,29% |
| 18      | 9 luglio 2009  | 3.951.000      | 19,76% |
| 19      | 10 luglio 2009 | 4.278.000      | 24,48% |
| 20      | 11 luglio 2009 | 3.852.000      | 24,59% |
| 21      | 12 luglio 2009 | 4.038.000      | 24,30% |
| 22      | 13 luglio 2009 | 4.615.000      | 23,17% |
| 23      | 14 luglio 2009 | 4.436.000      | 23,41% |
| 24      | 15 luglio 2009 | 4.393.000      | 23,04% |
| 25      | 16 luglio 2009 | 4.100.000      | 23,65% |
| 26      | 17 luglio 2009 | 4.040.000      | 23,39% |
| 27      | 18 luglio 2009 | 3.923.000      | 24,66% |
| 28      | 19 luglio 2009 | 4.014.000      | 25,65% |
| 29      | 20 luglio 2009 | 4.820.000      | 24,99% |
| 30      | 21 luglio 2009 | 4.678.000      | 24,97% |
| 31      | 22 luglio 2009 | 4.919.000      | 26,52% |
| 32      | 23 luglio 2009 | 4.087.000      | 22,55% |
| 33      | 24 luglio 2009 | 3.870.000      | 22,88% |
| 34      | 25 luglio 2009 | 3.264.000      | 23,59% |
| 35      | 26 luglio 2009 | 3.395.000      | 22,05% |
| 36      | 27 luglio 2009 | 4.552.000      | 24,23% |
| 37      | 28 luglio 2009 | 4.500.000      | 24,44% |
| 38      | 29 luglio 2009 | 4.623.000      | 22,40% |
| 39      | 30 luglio 2009 | 4.065.000      | 23,39% |
| 40      | 31 luglio 2009 | 3.883.000      | 23,05% |
| 41      | 1º agosto 2009 | 3.079.000      | 24,58% |
| 42      | 2 agosto 2009  | 3.335.000      | 22%    |
| 43      | 3 agosto 2009  | 4.806.000      | 24,48% |
| 44      | 4 agosto 2009  | 4.927.000      | 27,01% |
| 45      | 5 agosto 2009  | 4.620.000      | 25,34% |
| 46      | 6 agosto 2009  | 4.255.000      | 24,39% |
| 47      | 8 agosto 2009  | 3.504.000      | 24,07% |

## Spin-off

### Fantastico! 50 anni insieme
Dal 29 dicembre 2003 al 26 settembre 2004 va in onda uno spin-off intitolato Fantastico! 50 anni insieme, in occasione delle celebrazioni del cinquantesimo anniversario dalla nascita della Rai.
Il programma rimane immutato sia negli autori che nella struttura, va inizialmente in onda dalle 20:30 alle 21:00 circa nella fascia dell'access prime time invernale ed estivo, per poi spostarsi nel periodo estivo la domenica pomeriggio.